# Emil Moser (Maler)
Emil Moser (* 16. Mai 1826 in Ratschitz; † 28. Dezember 1916 in Graz-Waltendorf) war ein österreichischer Maler.

## Leben
Emil Moser studierte an den Kunstakademien in Prag und Wien. Im Anschluss unterrichtete er als Zeichenlehrer an der Oberrealschule Wien-Schottenfeld, danach in Ofen, und schließlich an der Landesoberrealschule in Graz, wo er zudem am Mädchenlyzeum tätig war.
Emil Mosers malerische Qualitäten lagen vor allem in der Miniaturmalerei, Diplomzeichnung und Kleingraphik. 

## Werke
(alle im Museum Brünn)
- Kaiser Franz Joseph I, Aquarell, 1852
- Albrecht IV. von Habsburg in der Gruft seiner Ahnen zu Muri, Karton
- Czestmírs Tod, Karton

## Schriften
- Bemerkungen über den Zeichenunterricht in den oberen Jahrgängen des Lyceums. In: Jahresbericht des Mädchen-Lyzeums Graz. 1887.
- Romanische und gotische Initialen nach Originalquellen.